# Luka Stepančić
Luka Stepančić (Pula, 20. studenog 1990.), hrvatski rukometaš.
Bio je članom RK Zagreba od 2007. godine. 2009./10. igrao u Varteksu, nakon čega se opet vratio u PPD Zagreb. Karijeru nastavio u Francuskoj. Trenutno igra za mađarski Pick Szeged.
Za seniorsku reprezentaciju Hrvatske nastupa od SP 2013. Bio je jedan od deset najboljih mladih (do 22 godine) igrača u Ligi prvaka 2012. po izboru Handnewsa.
S mladom reprezentacijom 2009. osvojio je zlato na svjetskom prvenstvu.  Hrvatska mlada reprezentacija za taj uspjeh dobila je Nagradu Dražen Petrović.

## Vanjske poveznice
- Profil na stranicama EHF  Arhivirana inačica izvorne stranice od 7. siječnja 2013. (Wayback Machine)
- Profil na stranicama RK Zagreba

## Sastavi
| Sastav hrvatske rukometne reprezentacije na EP u Njemačkoj 2024. | Sastav hrvatske rukometne reprezentacije na EP u Njemačkoj 2024. | Sastav hrvatske rukometne reprezentacije na EP u Njemačkoj 2024. |
| --- | ---------------------------------------------------------------- | ---------------------------------------------------------------- |
| |                                                                  |                                                                  |
| 1 Kristian Pilipović \| 2 Lovro Mihić \| 5 Domagoj Duvnjak \| 6 Mario Šoštarić \| 7 Luka Stepančić \| 12 Matej Mandić \| 16 Filip Ivić \| 18 Igor Karačić \| 20 Mateo Maraš \| 21 Veron Načinović \| 23 Dominik Kuzmanović \| 25 Tomislav Kušan \| 30 Marko Mamić \| 33 Luka Cindrić \| 41 Tin Lučin \| 51 Ivan Martinović \| 53 Marin Šipić \| 57 Filip Glavaš \| 58 Zvonimir Srna \| 59 Luka Lovre Klarica \| 62 Marin Jelinić \| Izbornik: Goran Perkovac |                                                                  |                                                                  |

| Sastav hrvatske rukometne reprezentacije na EP u Njemačkoj 2024. | Sastav hrvatske rukometne reprezentacije na EP u Njemačkoj 2024. | Sastav hrvatske rukometne reprezentacije na EP u Njemačkoj 2024. |
| --- | ---------------------------------------------------------------- | ---------------------------------------------------------------- |
| |                                                                  |                                                                  |
| 1 Kristian Pilipović \| 2 Lovro Mihić \| 5 Domagoj Duvnjak \| 6 Mario Šoštarić \| 7 Luka Stepančić \| 12 Matej Mandić \| 16 Filip Ivić \| 18 Igor Karačić \| 20 Mateo Maraš \| 21 Veron Načinović \| 23 Dominik Kuzmanović \| 25 Tomislav Kušan \| 30 Marko Mamić \| 33 Luka Cindrić \| 41 Tin Lučin \| 51 Ivan Martinović \| 53 Marin Šipić \| 57 Filip Glavaš \| 58 Zvonimir Srna \| 59 Luka Lovre Klarica \| 62 Marin Jelinić \| Izbornik: Goran Perkovac |                                                                  |                                                                  |

| Sastav hrvatske rukometne reprezentacije na SP u Španjolskoj 2013. (3. mjesto) | Sastav hrvatske rukometne reprezentacije na SP u Španjolskoj 2013. (3. mjesto) | Sastav hrvatske rukometne reprezentacije na SP u Španjolskoj 2013. (3. mjesto) |
| --- | ------------------------------------------------------------------------------ | ------------------------------------------------------------------------------ |
| |                                                                                |                                                                                |
| 25 Mirko Alilović \| 20 Damir Bičanić \| 27 Ivan Čupić \| 5 Domagoj Duvnjak \| 10 Jakov Gojun \| 13 Zlatko Horvat \| 16 Filip Ivić \| 8 Marko Kopljar \| 6 Blaženko Lacković \| 23 Stipe Mandalinić \| 3 Marino Marić \| 28 Željko Musa \| 29 Ivan Ninčević \| 7 Luka Stepančić \| 17 Lovro Šprem \| 26 Manuel Štrlek \| Kapetan: 9 Igor Vori \| 14 Drago Vuković \| Izbornik: Slavko Goluža |                                                                                |                                                                                |

| Sastav hrvatske rukometne reprezentacije na SP u Španjolskoj 2013. (3. mjesto) | Sastav hrvatske rukometne reprezentacije na SP u Španjolskoj 2013. (3. mjesto) | Sastav hrvatske rukometne reprezentacije na SP u Španjolskoj 2013. (3. mjesto) |
| --- | ------------------------------------------------------------------------------ | ------------------------------------------------------------------------------ |
| |                                                                                |                                                                                |
| 25 Mirko Alilović \| 20 Damir Bičanić \| 27 Ivan Čupić \| 5 Domagoj Duvnjak \| 10 Jakov Gojun \| 13 Zlatko Horvat \| 16 Filip Ivić \| 8 Marko Kopljar \| 6 Blaženko Lacković \| 23 Stipe Mandalinić \| 3 Marino Marić \| 28 Željko Musa \| 29 Ivan Ninčević \| 7 Luka Stepančić \| 17 Lovro Šprem \| 26 Manuel Štrlek \| Kapetan: 9 Igor Vori \| 14 Drago Vuković \| Izbornik: Slavko Goluža |                                                                                |                                                                                |

| Sastav hrvatske rukometne reprezentacije do 19 godina na SP u Tunisu 2009. (1. mjesto) | Sastav hrvatske rukometne reprezentacije do 19 godina na SP u Tunisu 2009. (1. mjesto) | Sastav hrvatske rukometne reprezentacije do 19 godina na SP u Tunisu 2009. (1. mjesto) |
| --- | -------------------------------------------------------------------------------------- | -------------------------------------------------------------------------------------- |
| |                                                                                        |                                                                                        |
| 1 – Alen Grd \| 2 – Damir Vučko \| 4 – Luka Sokolić \| 5 – Krešimir Ledinski \| 6 – Ivan Belfinger \| 7 – Dario Černeka \| 8 – Marino Marić \| 9 – Vedran Huđ \| 10 – Robert Markotić \| 12 – Ante Vukas \| 13 – Krešimir Kozina \| 14 – Luka Stepančić \| 16 – Josip Pivac \| 17 – Lovro Šprem \| 19 – Nikola Špelić \| 20 – Ivan Slišković \| Izbornik: Vladimir Canjuga |                                                                                        |                                                                                        |

| Sastav hrvatske rukometne reprezentacije do 19 godina na SP u Tunisu 2009. (1. mjesto) | Sastav hrvatske rukometne reprezentacije do 19 godina na SP u Tunisu 2009. (1. mjesto) | Sastav hrvatske rukometne reprezentacije do 19 godina na SP u Tunisu 2009. (1. mjesto) |
| --- | -------------------------------------------------------------------------------------- | -------------------------------------------------------------------------------------- |
| |                                                                                        |                                                                                        |
| 1 – Alen Grd \| 2 – Damir Vučko \| 4 – Luka Sokolić \| 5 – Krešimir Ledinski \| 6 – Ivan Belfinger \| 7 – Dario Černeka \| 8 – Marino Marić \| 9 – Vedran Huđ \| 10 – Robert Markotić \| 12 – Ante Vukas \| 13 – Krešimir Kozina \| 14 – Luka Stepančić \| 16 – Josip Pivac \| 17 – Lovro Šprem \| 19 – Nikola Špelić \| 20 – Ivan Slišković \| Izbornik: Vladimir Canjuga |                                                                                        |                                                                                        |

| Sastav hrvatske rukometne reprezentacije na EP u Njemačkoj 2024. | Sastav hrvatske rukometne reprezentacije na EP u Njemačkoj 2024. | Sastav hrvatske rukometne reprezentacije na EP u Njemačkoj 2024. |
| --- | ---------------------------------------------------------------- | ---------------------------------------------------------------- |
| |                                                                  |                                                                  |
| 1 Kristian Pilipović \| 2 Lovro Mihić \| 5 Domagoj Duvnjak \| 6 Mario Šoštarić \| 7 Luka Stepančić \| 12 Matej Mandić \| 16 Filip Ivić \| 18 Igor Karačić \| 20 Mateo Maraš \| 21 Veron Načinović \| 23 Dominik Kuzmanović \| 25 Tomislav Kušan \| 30 Marko Mamić \| 33 Luka Cindrić \| 41 Tin Lučin \| 51 Ivan Martinović \| 53 Marin Šipić \| 57 Filip Glavaš \| 58 Zvonimir Srna \| 59 Luka Lovre Klarica \| 62 Marin Jelinić \| Izbornik: Goran Perkovac |                                                                  |                                                                  |

| Sastav hrvatske rukometne reprezentacije na EP u Njemačkoj 2024. | Sastav hrvatske rukometne reprezentacije na EP u Njemačkoj 2024. | Sastav hrvatske rukometne reprezentacije na EP u Njemačkoj 2024. |
| --- | ---------------------------------------------------------------- | ---------------------------------------------------------------- |
| |                                                                  |                                                                  |
| 1 Kristian Pilipović \| 2 Lovro Mihić \| 5 Domagoj Duvnjak \| 6 Mario Šoštarić \| 7 Luka Stepančić \| 12 Matej Mandić \| 16 Filip Ivić \| 18 Igor Karačić \| 20 Mateo Maraš \| 21 Veron Načinović \| 23 Dominik Kuzmanović \| 25 Tomislav Kušan \| 30 Marko Mamić \| 33 Luka Cindrić \| 41 Tin Lučin \| 51 Ivan Martinović \| 53 Marin Šipić \| 57 Filip Glavaš \| 58 Zvonimir Srna \| 59 Luka Lovre Klarica \| 62 Marin Jelinić \| Izbornik: Goran Perkovac |                                                                  |                                                                  |

| Sastav hrvatske rukometne reprezentacije na SP u Španjolskoj 2013. (3. mjesto) | Sastav hrvatske rukometne reprezentacije na SP u Španjolskoj 2013. (3. mjesto) | Sastav hrvatske rukometne reprezentacije na SP u Španjolskoj 2013. (3. mjesto) |
| --- | ------------------------------------------------------------------------------ | ------------------------------------------------------------------------------ |
| |                                                                                |                                                                                |
| 25 Mirko Alilović \| 20 Damir Bičanić \| 27 Ivan Čupić \| 5 Domagoj Duvnjak \| 10 Jakov Gojun \| 13 Zlatko Horvat \| 16 Filip Ivić \| 8 Marko Kopljar \| 6 Blaženko Lacković \| 23 Stipe Mandalinić \| 3 Marino Marić \| 28 Željko Musa \| 29 Ivan Ninčević \| 7 Luka Stepančić \| 17 Lovro Šprem \| 26 Manuel Štrlek \| Kapetan: 9 Igor Vori \| 14 Drago Vuković \| Izbornik: Slavko Goluža |                                                                                |                                                                                |

| Sastav hrvatske rukometne reprezentacije na SP u Španjolskoj 2013. (3. mjesto) | Sastav hrvatske rukometne reprezentacije na SP u Španjolskoj 2013. (3. mjesto) | Sastav hrvatske rukometne reprezentacije na SP u Španjolskoj 2013. (3. mjesto) |
| --- | ------------------------------------------------------------------------------ | ------------------------------------------------------------------------------ |
| |                                                                                |                                                                                |
| 25 Mirko Alilović \| 20 Damir Bičanić \| 27 Ivan Čupić \| 5 Domagoj Duvnjak \| 10 Jakov Gojun \| 13 Zlatko Horvat \| 16 Filip Ivić \| 8 Marko Kopljar \| 6 Blaženko Lacković \| 23 Stipe Mandalinić \| 3 Marino Marić \| 28 Željko Musa \| 29 Ivan Ninčević \| 7 Luka Stepančić \| 17 Lovro Šprem \| 26 Manuel Štrlek \| Kapetan: 9 Igor Vori \| 14 Drago Vuković \| Izbornik: Slavko Goluža |                                                                                |                                                                                |

| Sastav hrvatske rukometne reprezentacije do 19 godina na SP u Tunisu 2009. (1. mjesto) | Sastav hrvatske rukometne reprezentacije do 19 godina na SP u Tunisu 2009. (1. mjesto) | Sastav hrvatske rukometne reprezentacije do 19 godina na SP u Tunisu 2009. (1. mjesto) |
| --- | -------------------------------------------------------------------------------------- | -------------------------------------------------------------------------------------- |
| |                                                                                        |                                                                                        |
| 1 – Alen Grd \| 2 – Damir Vučko \| 4 – Luka Sokolić \| 5 – Krešimir Ledinski \| 6 – Ivan Belfinger \| 7 – Dario Černeka \| 8 – Marino Marić \| 9 – Vedran Huđ \| 10 – Robert Markotić \| 12 – Ante Vukas \| 13 – Krešimir Kozina \| 14 – Luka Stepančić \| 16 – Josip Pivac \| 17 – Lovro Šprem \| 19 – Nikola Špelić \| 20 – Ivan Slišković \| Izbornik: Vladimir Canjuga |                                                                                        |                                                                                        |

| Sastav hrvatske rukometne reprezentacije do 19 godina na SP u Tunisu 2009. (1. mjesto) | Sastav hrvatske rukometne reprezentacije do 19 godina na SP u Tunisu 2009. (1. mjesto) | Sastav hrvatske rukometne reprezentacije do 19 godina na SP u Tunisu 2009. (1. mjesto) |
| --- | -------------------------------------------------------------------------------------- | -------------------------------------------------------------------------------------- |
| |                                                                                        |                                                                                        |
| 1 – Alen Grd \| 2 – Damir Vučko \| 4 – Luka Sokolić \| 5 – Krešimir Ledinski \| 6 – Ivan Belfinger \| 7 – Dario Černeka \| 8 – Marino Marić \| 9 – Vedran Huđ \| 10 – Robert Markotić \| 12 – Ante Vukas \| 13 – Krešimir Kozina \| 14 – Luka Stepančić \| 16 – Josip Pivac \| 17 – Lovro Šprem \| 19 – Nikola Špelić \| 20 – Ivan Slišković \| Izbornik: Vladimir Canjuga |                                                                                        |                                                                                        |

| Sastav hrvatske rukometne reprezentacije na EP u Njemačkoj 2024. | Sastav hrvatske rukometne reprezentacije na EP u Njemačkoj 2024. | Sastav hrvatske rukometne reprezentacije na EP u Njemačkoj 2024. |
| --- | ---------------------------------------------------------------- | ---------------------------------------------------------------- |
| |                                                                  |                                                                  |
| 1 Kristian Pilipović \| 2 Lovro Mihić \| 5 Domagoj Duvnjak \| 6 Mario Šoštarić \| 7 Luka Stepančić \| 12 Matej Mandić \| 16 Filip Ivić \| 18 Igor Karačić \| 20 Mateo Maraš \| 21 Veron Načinović \| 23 Dominik Kuzmanović \| 25 Tomislav Kušan \| 30 Marko Mamić \| 33 Luka Cindrić \| 41 Tin Lučin \| 51 Ivan Martinović \| 53 Marin Šipić \| 57 Filip Glavaš \| 58 Zvonimir Srna \| 59 Luka Lovre Klarica \| 62 Marin Jelinić \| Izbornik: Goran Perkovac |                                                                  |                                                                  |

| Sastav hrvatske rukometne reprezentacije na EP u Njemačkoj 2024. | Sastav hrvatske rukometne reprezentacije na EP u Njemačkoj 2024. | Sastav hrvatske rukometne reprezentacije na EP u Njemačkoj 2024. |
| --- | ---------------------------------------------------------------- | ---------------------------------------------------------------- |
| |                                                                  |                                                                  |
| 1 Kristian Pilipović \| 2 Lovro Mihić \| 5 Domagoj Duvnjak \| 6 Mario Šoštarić \| 7 Luka Stepančić \| 12 Matej Mandić \| 16 Filip Ivić \| 18 Igor Karačić \| 20 Mateo Maraš \| 21 Veron Načinović \| 23 Dominik Kuzmanović \| 25 Tomislav Kušan \| 30 Marko Mamić \| 33 Luka Cindrić \| 41 Tin Lučin \| 51 Ivan Martinović \| 53 Marin Šipić \| 57 Filip Glavaš \| 58 Zvonimir Srna \| 59 Luka Lovre Klarica \| 62 Marin Jelinić \| Izbornik: Goran Perkovac |                                                                  |                                                                  |

| Sastav hrvatske rukometne reprezentacije na SP u Španjolskoj 2013. (3. mjesto) | Sastav hrvatske rukometne reprezentacije na SP u Španjolskoj 2013. (3. mjesto) | Sastav hrvatske rukometne reprezentacije na SP u Španjolskoj 2013. (3. mjesto) |
| --- | ------------------------------------------------------------------------------ | ------------------------------------------------------------------------------ |
| |                                                                                |                                                                                |
| 25 Mirko Alilović \| 20 Damir Bičanić \| 27 Ivan Čupić \| 5 Domagoj Duvnjak \| 10 Jakov Gojun \| 13 Zlatko Horvat \| 16 Filip Ivić \| 8 Marko Kopljar \| 6 Blaženko Lacković \| 23 Stipe Mandalinić \| 3 Marino Marić \| 28 Željko Musa \| 29 Ivan Ninčević \| 7 Luka Stepančić \| 17 Lovro Šprem \| 26 Manuel Štrlek \| Kapetan: 9 Igor Vori \| 14 Drago Vuković \| Izbornik: Slavko Goluža |                                                                                |                                                                                |

| Sastav hrvatske rukometne reprezentacije na SP u Španjolskoj 2013. (3. mjesto) | Sastav hrvatske rukometne reprezentacije na SP u Španjolskoj 2013. (3. mjesto) | Sastav hrvatske rukometne reprezentacije na SP u Španjolskoj 2013. (3. mjesto) |
| --- | ------------------------------------------------------------------------------ | ------------------------------------------------------------------------------ |
| |                                                                                |                                                                                |
| 25 Mirko Alilović \| 20 Damir Bičanić \| 27 Ivan Čupić \| 5 Domagoj Duvnjak \| 10 Jakov Gojun \| 13 Zlatko Horvat \| 16 Filip Ivić \| 8 Marko Kopljar \| 6 Blaženko Lacković \| 23 Stipe Mandalinić \| 3 Marino Marić \| 28 Željko Musa \| 29 Ivan Ninčević \| 7 Luka Stepančić \| 17 Lovro Šprem \| 26 Manuel Štrlek \| Kapetan: 9 Igor Vori \| 14 Drago Vuković \| Izbornik: Slavko Goluža |                                                                                |                                                                                |

| Sastav hrvatske rukometne reprezentacije do 19 godina na SP u Tunisu 2009. (1. mjesto) | Sastav hrvatske rukometne reprezentacije do 19 godina na SP u Tunisu 2009. (1. mjesto) | Sastav hrvatske rukometne reprezentacije do 19 godina na SP u Tunisu 2009. (1. mjesto) |
| --- | -------------------------------------------------------------------------------------- | -------------------------------------------------------------------------------------- |
| |                                                                                        |                                                                                        |
| 1 – Alen Grd \| 2 – Damir Vučko \| 4 – Luka Sokolić \| 5 – Krešimir Ledinski \| 6 – Ivan Belfinger \| 7 – Dario Černeka \| 8 – Marino Marić \| 9 – Vedran Huđ \| 10 – Robert Markotić \| 12 – Ante Vukas \| 13 – Krešimir Kozina \| 14 – Luka Stepančić \| 16 – Josip Pivac \| 17 – Lovro Šprem \| 19 – Nikola Špelić \| 20 – Ivan Slišković \| Izbornik: Vladimir Canjuga |                                                                                        |                                                                                        |

| Sastav hrvatske rukometne reprezentacije do 19 godina na SP u Tunisu 2009. (1. mjesto) | Sastav hrvatske rukometne reprezentacije do 19 godina na SP u Tunisu 2009. (1. mjesto) | Sastav hrvatske rukometne reprezentacije do 19 godina na SP u Tunisu 2009. (1. mjesto) |
| --- | -------------------------------------------------------------------------------------- | -------------------------------------------------------------------------------------- |
| |                                                                                        |                                                                                        |
| 1 – Alen Grd \| 2 – Damir Vučko \| 4 – Luka Sokolić \| 5 – Krešimir Ledinski \| 6 – Ivan Belfinger \| 7 – Dario Černeka \| 8 – Marino Marić \| 9 – Vedran Huđ \| 10 – Robert Markotić \| 12 – Ante Vukas \| 13 – Krešimir Kozina \| 14 – Luka Stepančić \| 16 – Josip Pivac \| 17 – Lovro Šprem \| 19 – Nikola Špelić \| 20 – Ivan Slišković \| Izbornik: Vladimir Canjuga |                                                                                        |                                                                                        |

| Sastav hrvatske rukometne reprezentacije na EP u Njemačkoj 2024. | Sastav hrvatske rukometne reprezentacije na EP u Njemačkoj 2024. | Sastav hrvatske rukometne reprezentacije na EP u Njemačkoj 2024. |
| --- | ---------------------------------------------------------------- | ---------------------------------------------------------------- |
| |                                                                  |                                                                  |
| 1 Kristian Pilipović \| 2 Lovro Mihić \| 5 Domagoj Duvnjak \| 6 Mario Šoštarić \| 7 Luka Stepančić \| 12 Matej Mandić \| 16 Filip Ivić \| 18 Igor Karačić \| 20 Mateo Maraš \| 21 Veron Načinović \| 23 Dominik Kuzmanović \| 25 Tomislav Kušan \| 30 Marko Mamić \| 33 Luka Cindrić \| 41 Tin Lučin \| 51 Ivan Martinović \| 53 Marin Šipić \| 57 Filip Glavaš \| 58 Zvonimir Srna \| 59 Luka Lovre Klarica \| 62 Marin Jelinić \| Izbornik: Goran Perkovac |                                                                  |                                                                  |

| Sastav hrvatske rukometne reprezentacije na EP u Njemačkoj 2024. | Sastav hrvatske rukometne reprezentacije na EP u Njemačkoj 2024. | Sastav hrvatske rukometne reprezentacije na EP u Njemačkoj 2024. |
| --- | ---------------------------------------------------------------- | ---------------------------------------------------------------- |
| |                                                                  |                                                                  |
| 1 Kristian Pilipović \| 2 Lovro Mihić \| 5 Domagoj Duvnjak \| 6 Mario Šoštarić \| 7 Luka Stepančić \| 12 Matej Mandić \| 16 Filip Ivić \| 18 Igor Karačić \| 20 Mateo Maraš \| 21 Veron Načinović \| 23 Dominik Kuzmanović \| 25 Tomislav Kušan \| 30 Marko Mamić \| 33 Luka Cindrić \| 41 Tin Lučin \| 51 Ivan Martinović \| 53 Marin Šipić \| 57 Filip Glavaš \| 58 Zvonimir Srna \| 59 Luka Lovre Klarica \| 62 Marin Jelinić \| Izbornik: Goran Perkovac |                                                                  |                                                                  |

| Sastav hrvatske rukometne reprezentacije na SP u Španjolskoj 2013. (3. mjesto) | Sastav hrvatske rukometne reprezentacije na SP u Španjolskoj 2013. (3. mjesto) | Sastav hrvatske rukometne reprezentacije na SP u Španjolskoj 2013. (3. mjesto) |
| --- | ------------------------------------------------------------------------------ | ------------------------------------------------------------------------------ |
| |                                                                                |                                                                                |
| 25 Mirko Alilović \| 20 Damir Bičanić \| 27 Ivan Čupić \| 5 Domagoj Duvnjak \| 10 Jakov Gojun \| 13 Zlatko Horvat \| 16 Filip Ivić \| 8 Marko Kopljar \| 6 Blaženko Lacković \| 23 Stipe Mandalinić \| 3 Marino Marić \| 28 Željko Musa \| 29 Ivan Ninčević \| 7 Luka Stepančić \| 17 Lovro Šprem \| 26 Manuel Štrlek \| Kapetan: 9 Igor Vori \| 14 Drago Vuković \| Izbornik: Slavko Goluža |                                                                                |                                                                                |

| Sastav hrvatske rukometne reprezentacije na SP u Španjolskoj 2013. (3. mjesto) | Sastav hrvatske rukometne reprezentacije na SP u Španjolskoj 2013. (3. mjesto) | Sastav hrvatske rukometne reprezentacije na SP u Španjolskoj 2013. (3. mjesto) |
| --- | ------------------------------------------------------------------------------ | ------------------------------------------------------------------------------ |
| |                                                                                |                                                                                |
| 25 Mirko Alilović \| 20 Damir Bičanić \| 27 Ivan Čupić \| 5 Domagoj Duvnjak \| 10 Jakov Gojun \| 13 Zlatko Horvat \| 16 Filip Ivić \| 8 Marko Kopljar \| 6 Blaženko Lacković \| 23 Stipe Mandalinić \| 3 Marino Marić \| 28 Željko Musa \| 29 Ivan Ninčević \| 7 Luka Stepančić \| 17 Lovro Šprem \| 26 Manuel Štrlek \| Kapetan: 9 Igor Vori \| 14 Drago Vuković \| Izbornik: Slavko Goluža |                                                                                |                                                                                |

| Sastav hrvatske rukometne reprezentacije do 19 godina na SP u Tunisu 2009. (1. mjesto) | Sastav hrvatske rukometne reprezentacije do 19 godina na SP u Tunisu 2009. (1. mjesto) | Sastav hrvatske rukometne reprezentacije do 19 godina na SP u Tunisu 2009. (1. mjesto) |
| --- | -------------------------------------------------------------------------------------- | -------------------------------------------------------------------------------------- |
| |                                                                                        |                                                                                        |
| 1 – Alen Grd \| 2 – Damir Vučko \| 4 – Luka Sokolić \| 5 – Krešimir Ledinski \| 6 – Ivan Belfinger \| 7 – Dario Černeka \| 8 – Marino Marić \| 9 – Vedran Huđ \| 10 – Robert Markotić \| 12 – Ante Vukas \| 13 – Krešimir Kozina \| 14 – Luka Stepančić \| 16 – Josip Pivac \| 17 – Lovro Šprem \| 19 – Nikola Špelić \| 20 – Ivan Slišković \| Izbornik: Vladimir Canjuga |                                                                                        |                                                                                        |

| Sastav hrvatske rukometne reprezentacije do 19 godina na SP u Tunisu 2009. (1. mjesto) | Sastav hrvatske rukometne reprezentacije do 19 godina na SP u Tunisu 2009. (1. mjesto) | Sastav hrvatske rukometne reprezentacije do 19 godina na SP u Tunisu 2009. (1. mjesto) |
| --- | -------------------------------------------------------------------------------------- | -------------------------------------------------------------------------------------- |
| |                                                                                        |                                                                                        |
| 1 – Alen Grd \| 2 – Damir Vučko \| 4 – Luka Sokolić \| 5 – Krešimir Ledinski \| 6 – Ivan Belfinger \| 7 – Dario Černeka \| 8 – Marino Marić \| 9 – Vedran Huđ \| 10 – Robert Markotić \| 12 – Ante Vukas \| 13 – Krešimir Kozina \| 14 – Luka Stepančić \| 16 – Josip Pivac \| 17 – Lovro Šprem \| 19 – Nikola Špelić \| 20 – Ivan Slišković \| Izbornik: Vladimir Canjuga |                                                                                        |                                                                                        |